# 东游镇
东游镇，是中华人民共和国福建省南平市建瓯市下辖的一个乡镇级行政单位。

## 行政区划
东游镇下辖以下地区：
金鸡社区、东游村、墩上村、东源村、溪尾村、胡墩村、张墩村、云头村、渡潭村、党口村、张屯村、上范村、溪屯村、盛前村、盖林村、河岭村、盛地村、东际村、党城村、良种场和林场。

## 古村落
党城村，古名东苌里，是第三批中国传统村落之一，村中至今完整地保存着一条千米长街，宽2～5米。有明末清初的“文官邸、武官邸、财主宅”等形制的古建筑百余栋，总面积达2万平米。